# Gaspare Turbini
Gaspare Antonio Turbini (16 dicembre 1728 – 1801) è stato un architetto e religioso italiano molto attivo sia in campo civile che religioso ed operò prevalentemente nelle province di Brescia e di Mantova.

## Biografia
Era figlio di Antonio (Marcantonio) Turbini, architetto. Studiò nel collegio dei Gesuiti e fu alunno prediletto di Federico Sanvitale, diventando suo assistente di laboratorio nell'Accademia di fisica sperimentale e di meccanica. Fu allievo del pittore Antonio Paglia, disegnando e dipingendo figure e paesaggi. Si dedicò allo studio dell'architettura, esercitandosi a disegnare sulla carta edifici di propria invenzione. Iniziò la professione alla morte del padre (1756), sistemando la cancellata di Palazzo Lechi a Montirone.

## Opere

### Brescia e provincia

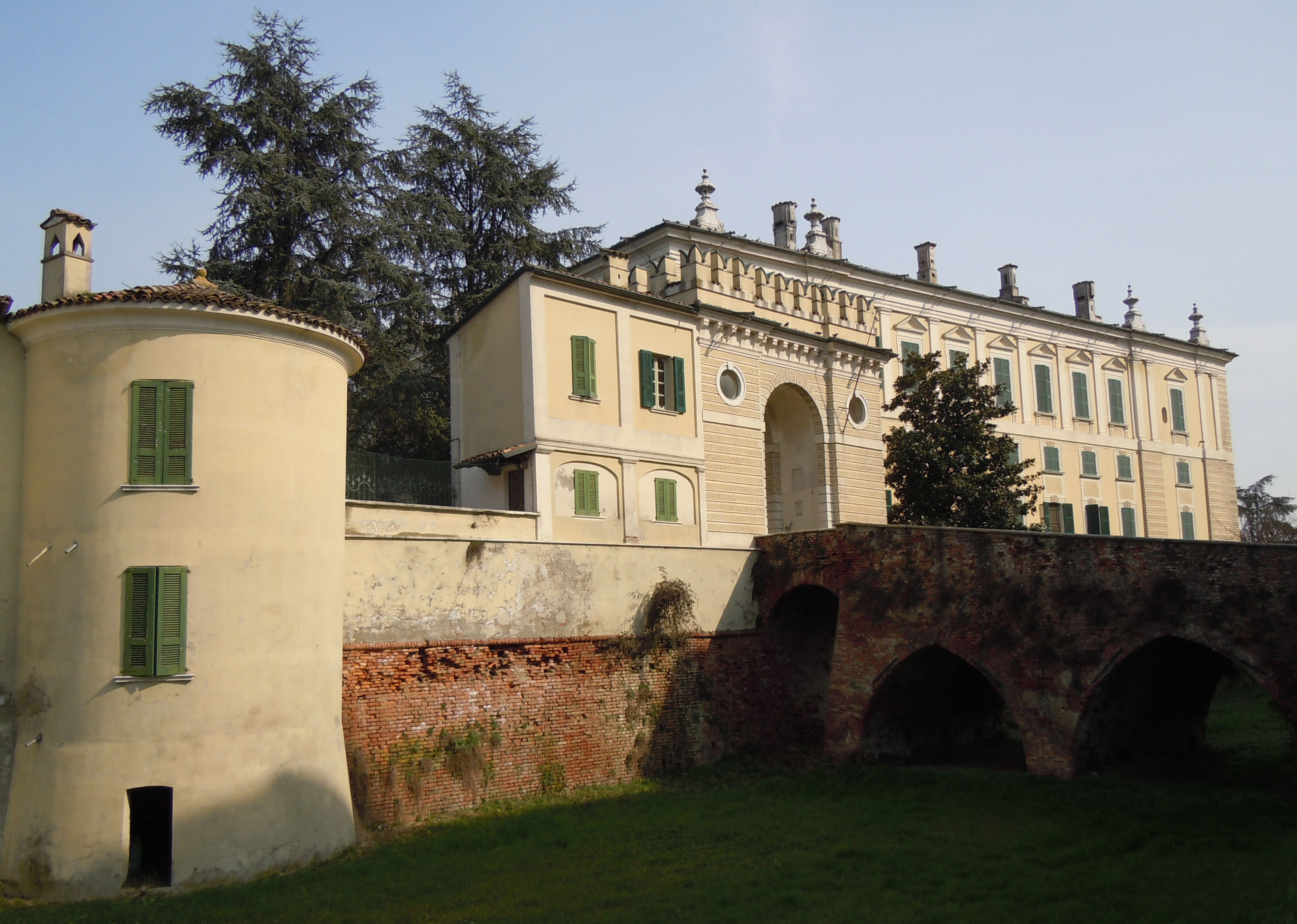
Pralboino, Palazzo Gambara

- Brescia – Chiesa della Madonna del Patrocinio, rifatta ed ampliata nel 1750
- Preseglie – Chiesa parrocchiale, progettata nel 1750[1]
- Montirone – Chiesa parrocchiale costruita tra il 1762 e il 1810
- Nuvolera – Chiesa parrocchiale[1] di San Lorenzo tra il 1766 e il 1786
- Adro – Santuario della Madonna della Neve,[1] costruzione a pianta centrale con cupola ottagonale, inaugurato nel 1776
- Brescia – Teatro Grande – Disegno della facciata con le colonne e scalinata ed aggiunto porticato nel 1780
- Quinzano d'Oglio – Palazzo Vertua Massetti nel 1780; Palazzo Ciocca – Costruzione del porticato.
- Pralboino – Palazzo Gambara – Ricostruito nel 1782 su commissione del conte Alemanno Gambara[1]
- Berlingo – Chiesa parrocchiale dedicata alla Natività di Maria Vergine nel 1788
- Cologne –  Chiesa parrocchiale tra il 1791 e il 1827.
- Pisogne – Chiesa di Santa Maria Assunta[1] nel 1799 su progetto di Antonio Marchetti, in sostituzione di quella eretta all'inizio del XVI secolo
- Bagolino – Altare maggiore[1] impreziosito da bronzi dorati
- Montichiari – Palazzo Pilati – Costruzione dello salone d'onore.
- Gussago – Chiesa parrocchiale[1] sui disegni di un architetto veneziano
- San Paolo – Chiesa di Santa Maria Assunta
- Toscolano Maderno – Altare della chiesa parrocchiale di San Pietro e Paolo

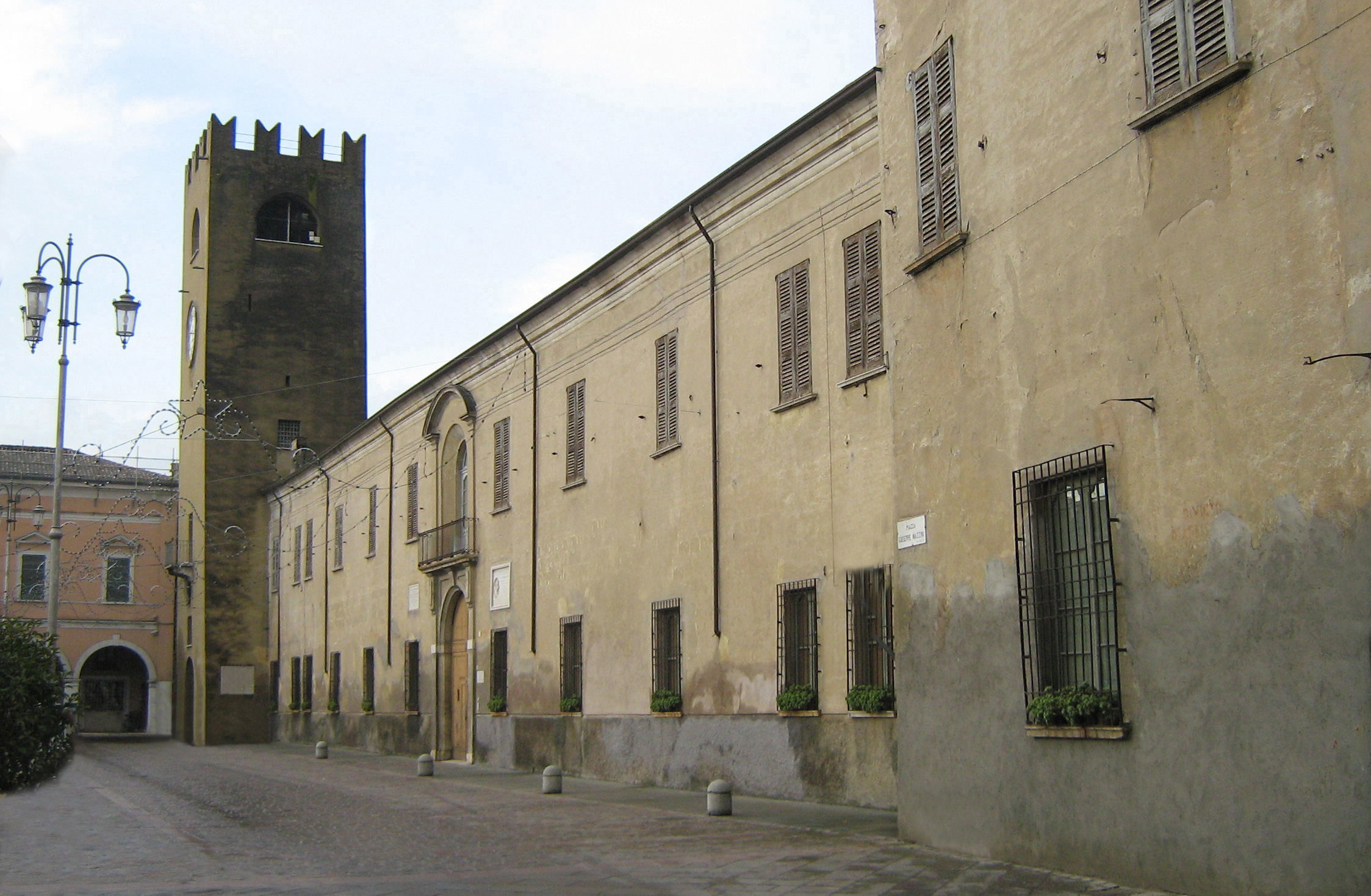
Castel Goffredo, palazzo Gonzaga-Acerbi con la torre civica

- Seniga – Villa Fenaroli
- Brescia – Palazzo Ferraroli, 1765[1]

### Mantova e provincia
- Castel Goffredo – Rifacimento del palazzo Gonzaga-Acerbi,[1] coadiuvato dall'architetto Carlo Bollani.[2]